# Higepiyo
Higepiyo (ヒゲぴよ) est un manga créé par Risa Itō. Il est adapté en une série d'animation de 39 épisodes de 5 minutes diffusée au Japon entre 2009 et 2010.

## Histoire
C'est un poussin pas comme les autres car il a une barbe et l'allure d'un alcoolique quinquagénaire. Mais voila qu'une famille décide de l'acheter. Higepiyo vivra des aventures différentes, à chaque fois plus marrantes les unes des autres. Mais qui est-il ? Cela restera un grand mystère...

## Fiche technique
- Genre : comédie
- Nombre d'épisodes de l'anime : 39
- Année de l'anime : 2009